# Origlio
Origlio es una comuna suiza del Cantón del Tesino, situada en el distrito de Lugano, círculo de Capriasca. Limita al norte con la comuna de Ponte Capriasca, al este con Capriasca, al sureste con Comano, al sur con Cureglia, al oeste con Lamone, y al noroeste con Torricella-Taverne.

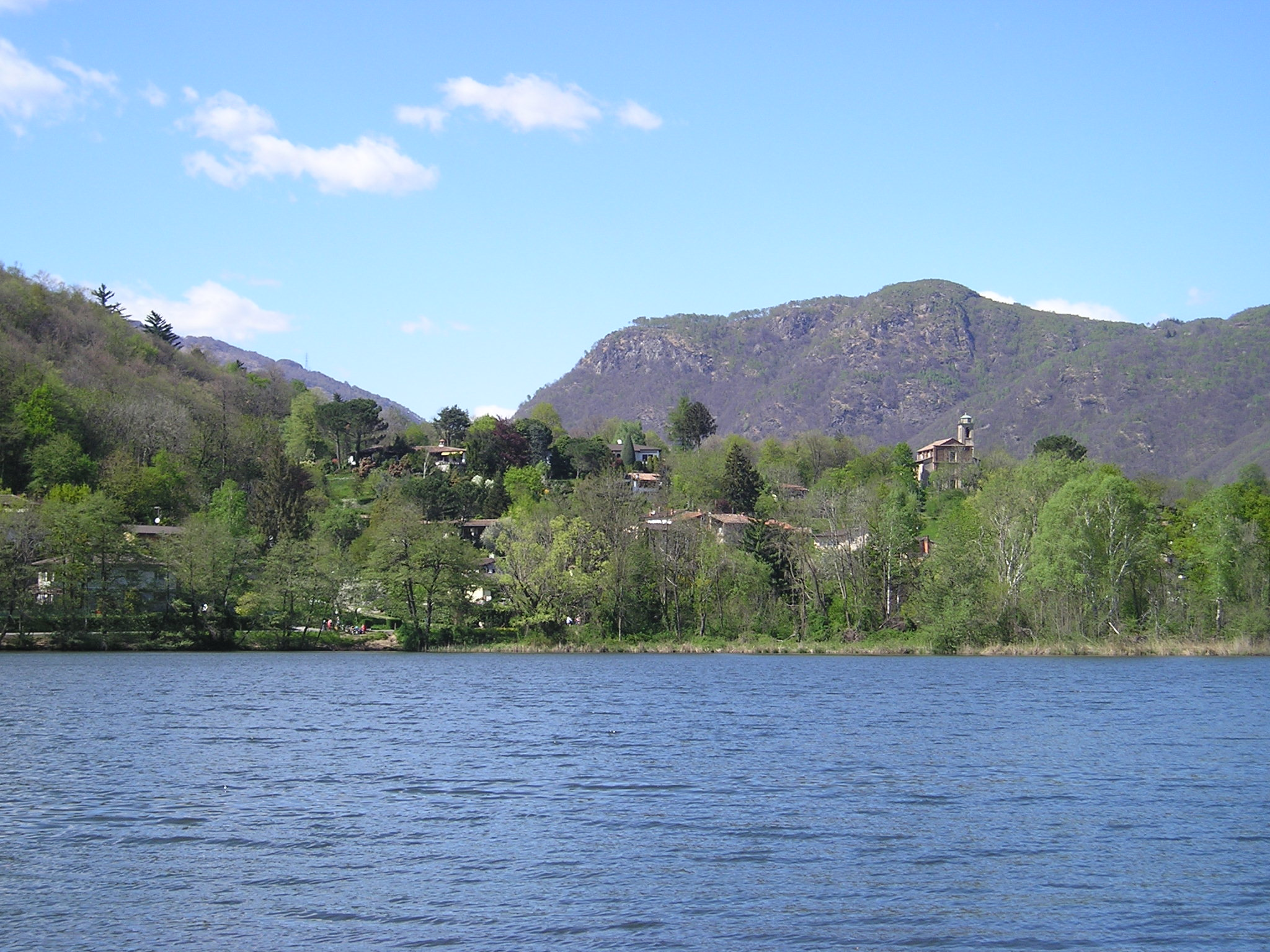
Vista del lago de Origlio.